# 廣發基金
廣發基金管理有限公司是中華人民共和國一家基金公司，成立於2003年8月5日，也是中華人民共和國第30家基金管理公司，總部位於廣東省廣州市。截至2016年12月31日，公司管理125只開放式基金。

## 外部連結
- 官方网站